# Вардария
Вардария или често членувано Вардарията е историко-географска област в Гърция, разположена по долното течение и делтата на река Вардар (на гръцки Аксиос), чието име носи.
Областта граничи на север с областта Боймия, а на запад през река Караазмак (Лудиас) с Урумлъка. Вардарията обхваща 33 селища на територията на демите Делта, Илиджиево (Халкидона) и Даутбал (Ореокастро). До 1912 година Вардарията има преобладаващо българско население.